# NGC 4781
NGC 4781 је спирална галаксија у сазвежђу Девица која се налази на NGC листи објеката дубоког неба.
Деклинација објекта је - 10° 32' 10" а ректасцензија 12h 54m 23,6s. Привидна величина (магнитуда) објекта NGC 4781 износи 11,1 а фотографска магнитуда 11,8. Налази се на удаљености од 22,5000 милиона парсека од Сунца. NGC 4781 је још познат и под ознакама MCG -2-33-49, IRAS 12517-1015, PGC 43902.